# Vương triều thứ Hai Mươi Bốn của Ai Cập
Vương triều thứ Hai Mươi Bốn của Ai Cập cổ đại (Vương triều thứ 24) là một vương triều trong thời đại pharaon Ai Cập thuộc Thời kỳ Chuyển tiếp thứ Ba, bao gồm các vương triều khác là Vương triều thứ Hai Mươi Mốt, Hai Mươi Hai, Hai Mươi Ba và Hai Mươi Lăm.

## Cai trị
Vương triều thứ Hai mươi bốn này tồn tại trong khoảng thời gian rất ngắn ngủi. Chỉ có duy nhất hai vị pharaon cai trị trong vương triều, họ đã đặt thủ đô của mình ở Sais, phía tây của vùng Châu thổ sông Nile. Các vị vua được biết đến trong Lịch sử của Ai Cập của Vương triều 24 như sau:
| Tên Pharaon | Hình | Cai trị     | Tên Ngai  | Ghi chú |
| ----------- | ---- | ----------- | --------- | ------- |
| Tefnakht I  |      | 732-725 TCN | Shepsesre |         |
| Bakenranef  |      | 725-720 TCN | Wahkare   |         |

## Cây gia đình
|  |  |  |  |            |            |            |            |            |            |  |  |  |  | Basa                     |                          |                          |                          |                          |                          |  |  |  |  |                          |                          |                          |                          |                          |                          |  |  |  |  |  |  |  |  |  |  |  |  |  |  |  |  |  |  |  |  |  |  |  |  |  |  |  |  |  |  |  |  |  |  |  |  |  |  |
|  |  |  |  |            |            |            |            |            |            |  |  |  |  |                          |                          |                          |                          |                          |                          |  |  |  |  |                          |                          |                          |                          |                          |                          |  |  |  |  |  |  |  |  |  |  |  |  |  |  |  |  |  |  |  |  |  |  |  |  |  |  |  |  |  |  |  |  |  |  |  |  |  |  |
|  |  |  |  |            |            |            |            |            |            |  |  |  |  | Gemnefsutkapu            |                          |                          |                          |                          |                          |  |  |  |  |                          |                          |                          |                          |                          |                          |  |  |  |  |  |  |  |  |  |  |  |  |  |  |  |  |  |  |  |  |  |  |  |  |  |  |  |  |  |  |  |  |  |  |  |  |  |  |
|  |  |  |  |            |            |            |            |            |            |  |  |  |  |                          |                          |                          |                          |                          |                          |  |  |  |  |                          |                          |                          |                          |                          |                          |  |  |  |  |  |  |  |  |  |  |  |  |  |  |  |  |  |  |  |  |  |  |  |  |  |  |  |  |  |  |  |  |  |  |  |  |  |  |
|  |  |  |  |            |            |            |            |            |            |  |  |  |  | Tefnakht                 |                          |                          |                          |                          |                          |  |  |  |  |                          |                          |                          |                          |                          |                          |  |  |  |  |  |  |  |  |  |  |  |  |  |  |  |  |  |  |  |  |  |  |  |  |  |  |  |  |  |  |  |  |  |  |  |  |  |  |
|  |  |  |  |            |            |            |            |            |            |  |  |  |  |                          |                          |                          |                          |                          |                          |  |  |  |  |                          |                          |                          |                          |                          |                          |  |  |  |  |  |  |  |  |  |  |  |  |  |  |  |  |  |  |  |  |  |  |  |  |  |  |  |  |  |  |  |  |  |  |  |  |  |  |
|  |  |  |  |            |            |            |            |            |            |  |  |  |  |                          |                          |                          |                          |                          |                          |  |  |  |  |                          |                          |                          |                          |                          |                          |  |  |  |  |  |  |  |  |  |  |  |  |  |  |  |  |  |  |  |  |  |  |  |  |  |  |  |  |  |  |  |  |  |  |  |  |  |  |
|  |  |  |  | Bakenranef | Bakenranef | Bakenranef | Bakenranef | Bakenranef | Bakenranef |  |  |  |  | Người con trai không tên | Người con trai không tên | Người con trai không tên | Người con trai không tên | Người con trai không tên | Người con trai không tên |  |  |  |  | Người con trai không tên | Người con trai không tên | Người con trai không tên | Người con trai không tên | Người con trai không tên | Người con trai không tên |  |  |  |  |  |  |  |  |  |  |  |  |  |  |  |  |  |  |  |  |  |  |  |  |  |  |  |  |  |  |  |  |  |  |  |  |  |  |
|  |  |  |  | Bakenranef | Bakenranef | Bakenranef | Bakenranef | Bakenranef | Bakenranef |  |  |  |  | Người con trai không tên | Người con trai không tên | Người con trai không tên | Người con trai không tên | Người con trai không tên | Người con trai không tên |  |  |  |  | Người con trai không tên | Người con trai không tên | Người con trai không tên | Người con trai không tên | Người con trai không tên | Người con trai không tên |  |  |  |  |  |  |  |  |  |  |  |  |  |  |  |  |  |  |  |  |  |  |  |  |  |  |  |  |  |  |  |  |  |  |  |  |  |  |